# Melasina indigena
Melasina indigena är en fjärilsart som beskrevs av Edward Meyrick 1913. Melasina indigena ingår i släktet Melasina och familjen säckspinnare. Inga underarter finns listade i Catalogue of Life.